# Ивашенков, Алексей Петрович
Алексей Петрович Ивашенков (24 февраля [9 марта] 1915, Рамешковский район, Тверская область — 18 апреля 1993, Москва) — снайпер 515-го стрелкового полка 134-й стрелковой дивизии, младший сержант — на момент представления к награждению орденом Славы 1-й степени.

## Биография
Родился 24 февраля 1915 года в деревне Ивашково Рамешковского района Тверской области. Окончил 7 классов. С 1940 года жил в Москве. Работал на хладокомбинате.
В Красной Армии с 1939 по 1940 и с 1941 года. Участник советско-финляндской войны 1939—1940 годов. На фронте в Великую Отечественную войну с июня 1941 года. Войну встретил в районе посёлка Богушевск в составе 229-й стрелковой дивизии. Во время войны был дважды ранен. После второго ранения попал в 134-ю стрелковую дивизию. Участвовал в форсировании Вислы.
В боях по укреплению пулавского плацдарма снайпер 515-го стрелкового полка красноармеец Ивашенков 22 августа 1944 года в бою в 14 километрах юго-западнее города Пулавы в числе первых достиг вражеской траншеи и в рукопашном бою ликвидировал двух противников. При отражении контратак из снайперской винтовки он вывел из строя одиннадцать солдат и офицеров противника.
Приказом командира 134-й стрелковой дивизии от 21 сентября 1944 года за мужество, проявленное в боях с врагом, красноармеец Ивашенков награждён орденом Славы 3-й степени.
16 января 1945 года под городом Радом рота натолкнулась на сильно укреплённые вражеские позиции. Под огнём вражеского пулемёта она вынуждена была залечь. Младший сержант Ивашенков уничтожил из снайперской винтовки пулемётный расчёт, двух офицеров и до пятнадцати солдат противника. Своими действиями он обеспечил успех роте.
Приказом по 69-й армии от 21 февраля 1945 года младший сержант Ивашенков награждён орденом Славы 2-й степени.
17 апреля 1945 года при прорыве обороны противника на левом берегу реки Одер близ города Лебус, поддерживая наступление роты, командир отделения младший сержант Ивашенков снайперским огнём поразил пятнадцать противников; 18 апреля 1945 года в бою за населённый пункт Мальков в ходе решительной атаки истребил свыше десяти вражеских солдат; 19 апреля 1945 года в бою за господствующую высоту принял на себя командование отделением, которое уничтожило свыше двадцати противников.
Указом Президиума Верховного Совета СССР от 15 мая 1946 года за мужество, отвагу и героизм, , младший сержант Ивашенков Алексей Петрович награждён орденом Славы 1-й степени.
В 1945 году старшина Ивашенков демобилизован. Жил в Москве. Работал сменным инженером на хладокомбинате № 10. Умер 18 апреля 1993 года. Похоронен на Рогожском кладбище в Москве.
Награждён орденами Славы 1-й, 2-й и 3-й степени, Отечественной войны 1-й степени, медалями.
В Москве на доме, в котором он жил, установлена мемориальная доска.